# Капітан Підштанько: перший епічний фільм
«Капітан Підштанько: перший епічний фільм» (англ. Captain Underpants: The First Epic Movie) — американський комп'ютерно-анімаційний супергеройський комедійний фільм 2017 року, виробництва кіностудії DreamWorks Animation, від режисера Девіда Сорена.

## Сюжет
Двоє друзів-школярів, Джордж Бірд і Гарольд Хатчинс, що мешкають у місті Піква, штат Огайо, обожнюють жартувати над своїм суворим директором — Беджаміном Краппе. Коли директор погрожує розлучити друзів назавжди, хлопці гіпнотизують його і перетворюють в персонажа своїх коміксів — Капітана Підштанько …

## У ролях

### Головні персонажі
- Кевін Гарт — школяр Джордж Бірд, живе у місті Піква, штат Огайо разом з батьками. Смуглявий хлопець, чорне волосся носить білу сорочку з краваткою у смужку, короткі штанці і кеди. Має друга Гарольда Хатчинса разом вони знущаються з директора Беджаміном Краппе. Одного дня вони його так розізли що він їх ледь не вигнав зі школи, але хлопці загіпнотизували його і перетворили на персонажа коміксів — Капітана Підштанька і стали його посіпаками.[3][4]
- Томас Мідлдітч — школяр Гарольд Гатчінс, друг Джорджа також його однокласник. Має жовте волосся, носить зелено — білу футболку, коричневі шорти і кросівки. Разом з Джорджем рятує директора від дурості і небезпек.
- Ед Гелмс — Беджамін Крапп директор невеликої школи в місті Піква, штаті Огайо. Сильно постраждав від пустощів малих школярів, що перетворили його на Капітана Підштанька.
- Нік Кролл — професор Брудноштань, головний ворог Капітана Підштанька.
- Джордан Піл — Мелвін Снідлі помічник професора Брудноштаня.

### Другорядні персонажі
Батьки хлопців, інші працівники школи, інші діти, тварини.